# マックス・コヴァルスキ
マックス・コヴァルスキ（Max Kowalski, 1882年8月10日 コヴァル – 1956年6月4日 ロンドン）は、ポーランド出身のドイツの作曲家・声楽家・音楽教師。

## 略歴
1883年に家族に連れられてドイツに移住。マールブルクで法学を学び、博士号を取得してフランクフルトで弁護士を務める。同地で声楽を学ぶとともに、ベルンハルト・ゼクレス(de:Bernhard Sekles)に作曲を師事し、アルベール・ジロー(en:Albert Giraud)の『ピエロ・リュネール』による処女作の歌曲集を出版した。1934年まで作曲活動と出版活動を続け、数多くの歌曲がドイツで演奏された。1938年にブーヘンヴァルト強制収容所に投獄されて法曹界での活動を断念。1939年に釈放されると、直ちにイギリスに渡り、ロンドンで先ずはピアノの調律師やハザーンとして働いた。その後は声楽教師として身を立てている。作曲は続けていたが、イギリス時代に出版された歌曲はない。